# غمر جليدي المارينوي
غمر جليدي المارينوي هو دور جليدي عالمي حدث منذ 650 إلى 635 مليون سنة مضت تقريبًا خلال عصر البارد، وقد غطى الجليد الكوكب بأكمله في حدث يسمى الكرة الأرضية الثلجية، نهاية الغمر الجليدي ربما تكون إزدادت سرعتها بسبب خروج الميثان من التربة الصقيعية الاستوائية.